# Матеєвичі (зупинний пункт)
Матеєвичі (біл. Мацеевічы) — зупинний пункт Берестейського відділення Білоруської залізниці в Жабинківському районі Берестейської області. Розташований у селі Матеєвичі (Матвійовичі); на лінії Барановичі-Центральні — Берестя-Центральний, поміж зупинним пунктом Яковчиці і станцією Жабинка.